# Transformační gramatika
Transformační gramatika
nebo Transformační-generativní gramatika (angl.:transformational-generative grammar), je v lingvistice gramatika, zvláště pak přirozeného jazyka, jež byla vyvinuta v Chomského tradici.

## Hloubková a povrchová struktura
Na začátku šedesátých let přišel Noam Chomsky s myšlenkou, že každou větu je možno reprezentovat na dvou úrovních – povrchové a hloubkové. Hloubková struktura zahrnuje jádro sémantických vztahů a sledem transformací se převádí na povrchovou strukturu. Chomsky věřil, že mezi hloubkovými strukturami všech jazyků je značná podobnost, která se ztrácí v strukturách povrchových. To však nebyl hlavní motiv zavedení pojmu hloubková struktura. Ještě předtím, než byly vymyšleny hloubkové struktury, byla vynalezena transformační pravidla jako prostředky pro matematické a popisné možnosti bezkontextové gramatiky. Podobně hloubkové struktury vznikly převážně z důvodů technické realizace teorie sémantiky.

## Vývoj základních myšlenek
I když transformace stále hrají důležitou roli v současných Chomského teoriích, upustil už od pojmů hloubková a povrchová struktura. Původně zavedl ještě dvě úrovně a to logickou formu a fonetickou formu, ale v roce 1990 Chomsky nastínil nový výzkumný plán známý jako minimalismus, ve kterém hloubkovou a povrchovou strukturu již nenajdeme.
Přesný význam hloubkových a povrchových struktur se s postupem času různil. V sedmdesátých letech se obyčejně nazývaly D-struktura (deep structure, česky hloubková struktura) a S-struktura. Myšlenka, že význam věty je určen hloubkovou strukturou byl opuštěn a tuto úlohu převzala logická forma.

## V opuštěných intencích
Aristoteles zpochybňuje, že principy jsou individuální. Jednotlivé hlásky musí být možné v promluvách opakovat a rozlišit od sebe a zároveň zahrnout pod společný princip, aby byly rozeznány jako hlásky téhož druhu. Pak Aristoteles ukazuje, co by z řeči udělala individualita principů. Hlásky by musely být od sebe různé a nesměly by se v promluvách opakovat, tj. různé varianty těchto by nemohly být shrnuty pod společný princip. Mluvený jazyk jako postačující nástroj dorozumění by tak byl znehodnocen.
Věta „vem ty kabáty a věš“ může nováčkovi v obchodě s oděvy způsobit nejasnost, protože uslyší místo slova „věš“ slovo „věž“. Neví tedy, zda slovo „věž“ není nějaký zástupný výraz pro předmět, který má vzít. Určitě zde nejde promluvy, které mají být zahrnuty pod společný princip, o nichž hovoří Aristoteles. Zobecnění nepředstavuje odstranění nedorozumění, rozpoznání známé věci v něčem, co se liší (např. „a“ v „á“), ale naopak. Homonyma představují odlišný princip nedorozumění, kdy totožnost promluv „vem ty kabáty a věš“ a „vem ty kabáty a věž“ je z pohledu posluchače absolutní. Nemožnost rozhodnout o principu, pod který lze určitou promluvu zahrnout činí v širším smyslu z problematiky dvojsmyslů generativní gramatiky jen případ homonym a strukturálních dvojsmyslů, protože v obou případech chybí společný princip. U dvojsmyslů generativní gramatiky jde o víc než jednu hlubinnou strukturu (princip), která se váže k povrchové struktuře věty. Např.: „Visiting relatives can be boring“ může znamenat jak „Relatives who visit can be boring“, tak „act of visiting relatives can be boring“.

## Minimalismus
Podkladem k napsání této sekce byla sekce en:Minimalist program#Technical innovations v článku Minimalist program
Těžiště rozvoje Minimalistického programu je tzv. Struktura holé fráze čili teorie frázové struktury vyvinutá Noamem Chomskym.
Struktura holé fráze zahrnuje dvě operace: Merge a Move. O formulaci operace Move probíhá aktivní debata, rozdíly mezi souběžnými návrhy jsou relativně drobné. Následuje popis původního návrhu od Chomského
Merge je funkce, která vezme dva objekty (řekněme α a β) a začlení je do neuspořádaného souboru s hlavičkou (buď α nebo β, v tomto případě α). Hlavička určuje náležitosti fráze
Merge (α, β) → {α, {α, β}}
Věta „Cesta ke zraněným záchranářům trvala dlouho“ se pravděpodobně míjí cílem, protože lze sklouznout k interpretaci, že těmi zraněnými byli záchranáři. Naopak věta „Cesta záchranářům ke zraněným trvala dlouho“ nabízí obvyklejší interpretaci, umožňuje si představit činnost záchranářů a slovo „záchranářům“ vyjadřuje hlavičku, štítek...
Takže můžeme určit frázi štítkem. V případě „záchranářům ke zraněným“ je štítek „záchranářům“
Merge (záchranářům, ke zraněným) → {záchranářům, {záchranářům, ke zraněným}}
To můžeme prezentovat v typickém stromu syntaxe následovně
```
    záchranářům
    /       \
záchranářům ke zraněným

```

Merge může pracovat také s již vytvořenými strukturami. Pokud ne, pak takový systém predikuje pouze promluvy o dvou slovech, aby mohl být gramatický. Řekněme, že připojíme operací Merge novou hlavičku k právě vytvořenému objektu (frázi).
Merge (γ, {α, {α, β}}) → {γ, {γ, {α, {α, β}}}}
Zde γ je štítek, takže můžeme říci, že γ „se promítá“ od štítku. Toto koresponduje s následující stromovou strukturou.
```
  γ
 / \
γ   α
   / \
  α   β

```

Příklad:
Merge (odvážným, {záchranářům, {záchranářům, ke zraněným}}) → {odvážným, {odvážným, {záchranářům, {záchranářům, ke zraněným}}}}
```
    odvážným
    /       \
 odvážným  záchranářům
             /      \
         záchr.     ke zraněným

```

Je důležité si uvědomit, že Merge pracuje slepě tak, že promítá hlavičky ve všech možných kombinacích. Vlastnosti nižší kategorizace hlavičky tak zapůjčují promítání určitého štítku a nečiní nezbytným je do všech odvozenin střídavě promítat.